# THE BEST and BEYOND
『THE BEST and BEYOND』（ザ ベスト アンド ビヨンド）は、中山優馬のソロデビュー10周年記念のベスト・アルバム。2023年2月1日に発売、発売元はジャニーズ・エンタテイメント・レコード。

## 概要
本作はソロデビュー10周年記念、中山初のベストアルバム。
2012年の1stシングル「Missing Piece」から2016年の配信限定シングル「Feeling Me Softly」までの既発シングル全曲に加え、2022年10月から11月に2か月連続リリースされた配信シングル「Squall」「Step!!」も収録。10年間の軌跡を集約したコンプリート盤となっている。
初回盤、通常盤、アニバーサリー盤の3形態で発売。
初回盤はシングル曲以外の人気曲やカップリング曲だけで構成されたスペシャルなDISC 2も同梱される。アニバーサリー盤Blu-ray/DVDの「SPECIAL REEL」として収録の「Step!!」は、屋良朝幸が全面監修する。
1月20日の午前0時より、リード曲「WEEKEND」が各配信サービスで先行ダウンロード・ストリーミング配信された。
本作を携え、2023年2月から3月にかけて、東京・大阪・愛知の3会場6公演を巡るツアー『YUMA NAKAYAMA 10th ANNIVERSARY TOUR〜THE BEST and BEYOND〜』を開催した。

## 購入特典

### 予約購入先着特典
- 初回盤：クリアファイル(A4サイズ)[8]
- 通常盤：息を呑むほど素敵すぎるおまけ付きポスター

### 封入特典・仕様
初回盤
- 32P ブックレット
- 「YUMA NAKAYAMA 10th Anniversary Campaign」帯応募ユーザーコード

通常盤
- 20P ブックレット
- 「YUMA NAKAYAMA 10th Anniversary Campaign」帯応募ユーザーコード

アニバーサリー盤
- スペシャルBOX仕様
- 48P メモリアルフォトブック ゆまさんぽ
- 20P ブックレット

## 収録曲

### CD
シングル曲などの詳細はそのページを参照。

#### 通常盤
1. WEEKEND
作詞：Komei Kobayashi、作曲：Peter Bostrom/Didrik Thott/Andreas Ohrn、編曲：Peter Bostrom
本作のリード曲[5]。
2. YOLO moment
作詞：中山優馬、作曲：マシュー・ジェラード/Max Schneider/Kurt Schneider、編曲：CHOKKAKU
  - 4thシングル
  - 日本テレビ系『スッキリ!!』2015年4月エンディングテーマ
  - MBS系『女の子宣言! アゲぽよTV』2015年5月度エンディングテーマ
  - 朝日放送系『ごきげん!ブランニュ』2015年4月度エンディングテーマ
3. Get Up!
作詞：KOMU、作曲：CHOKKAKU/Takuya Harada/サミュエル・ワエルモ、編曲：CHOKKAKU
  - 3rdシングル
4. High Five
作詞：Shusui、作曲：Takuya Harada・Steven Lee・Drew Ryan Scott、編曲：Takuya Harada
  - 2ndシングル
  - 日本テレビ系『スッキリ!!』2014年4月エンディングテーマ
5. Step!!
作詞：YU-G、作曲：YU-G／陶山隼、編曲：陶山隼
  - 3rd配信限定シングル
  - BSJapanext『中山優馬×ジャニーズJr. @YUMA HOUSE』テーマソング
6. とことん Got It!
作詞：Mari-Joe、作曲：川口進/Andreas Ohrn/Henrik Smith、編曲：Andreas Ohrn/Henrik Smith
  - 5thシングル
  - ハウス食品「とんがりコーン」CMソング
7. Salty Dog
作詞：AKIRA/前田佑/Taiga、編曲：前田佑/Taiga
  - 新曲
8. Butterfly
作詞：leonn、作曲：RAAY/Art Hunter/Marjetka Vovk、編曲：RAAY
  - 3rdシングル初回盤・通常盤カップリング
9. Feeling Me Softly
作詞：MiNE、作曲：川口進/MiNE/Atsushi Shimada、編曲：Atsushi Shimada
  - 1st配信限定シングル
  - 映画『ホーンテッド・キャンパス』主題歌
10. Fruit
作詞・作曲・編曲：NA.ZU.NA
  - 新曲
11. 貯金箱
作詞：SHOCK EYE、作曲：SHOCK EYE/SHIKATA/soundbreakers、編曲：soundbreakers
  - 5th初回盤カップリング
12. 深呼吸
作詞：miwaflower、作曲：miwaflower/石塚知生、編曲：石塚知生
  - 新曲
13. Missing Piece
作詞：MONA、作曲：Claes Andreasson/Torbjorn Wassenius、編曲：Claes Andreasson/Torbjorn Wassenius/Mikael Erlandsson
  - 1stシングル
  - 日本テレビ系ドラマ『Piece』主題歌
14. Squall
作詞：平井佑果、作曲・編曲：野井洋児
  - 2nd配信限定シングル
  - MBSテレビ・TBS系ドラマ『高良くんと天城くん』エンディングテーマ

#### 初回盤

##### Disc 1
1. WEEKEND
2. YOLO moment
3. Get Up!
4. High Five
5. Step!!
6. とことんGot It!
7. 息を呑むほど
作詞：中山優馬/敬也、作曲：敬也、編曲：amazuti
  - 新曲
8. Butterfly
9. Feeling Me Softly
10. 貯金箱
11. Missing Piece
12. Squall

##### Disc 2
1. 悪魔な恋(Album Ver.)
作詞：ma-saya、作曲：Magnus Funemyr/Emil Gotthard/SHIROSE/GASHIMA、編曲：y@suo ohtani
  - 1stアルバム収録曲
2. Darkness
作詞：白井裕紀、作曲：Takuya Harada/Mathias Kallenberger/Andréas Berlin、編曲：CHOKKAKU
  - 3rdシングル会場限定盤カップリング
3. 愛までがナイフ
作詞：松井五郎、作曲：馬飼野康二、編曲：増田武史
  - 2ndシングルカップリング
  - 東海テレビ・フジテレビ系昼の帯ドラマ『天国の恋』エンディングテーマ
4. XOXO (キスハグ)
作詞：Pegasus、作曲：サミュエル・ワエルモ/Chris Wahle/Didrik Thott、編曲：Chris Wahle
  - 1stアルバム収録曲
5. おやすみ
作詞：MiNE、作曲：Fredrik 〝Figge" Bostrom/島田篤、編曲：島田篤
  - 1stアルバム収録曲
6. so Crazy
作詞・作曲：岩田秀聡、編曲：永野大輔/岩田秀聡
  - 2ndシングル通常盤カップリング
7. 舞い、恋
作詞：岩田秀聡、作曲：岩田秀聡、編曲：岩田秀聡/永野大輔
  - 1stアルバム収録曲
8. 水の帰る場所
作詞・作曲・編曲：酒井ミキオ
  - 1stシングルカップリング
  - 日本テレビ系ドラマ『Piece』挿入歌
9. 交差点
作詞：海老根祐子、作曲：SHIKATA/REO、編曲：REO
  - 1stアルバム収録曲
10. In The Name of LOVE
作詞：中山優馬、作曲：CHOKKAKU/川口進/Christofer Erixon/Joakim Bjornberg、編曲：CHOKKAKU
  - 1stアルバム収録曲

##### アニバーサリー盤
1. WEEKEND
2. YOLO moment
3. Get Up!
4. High Five
5. Step!!
6. とことんGot It!
7. うたかたに踊る
作詞：丸谷マナブ、作曲：福田貴史/丸谷マナブ、編曲：福田貴史
  - 新曲
8. Butterfly
9. Feeling Me Softly
10. 貯金箱
11. Missing Piece
12. Squall

### Blu-ray/DVD

#### Music Clip Collection
*初回盤のみ
1. Missing Piece
2. High Five
3. Get Up!
4. Butterfly
5. とことんGot It!
6. 貯金箱
7. Squall
8. Step!!

#### SPECIAL MINI LIVE
*アニバーサリー盤のみ
1. Squall
2. so Crazy
3. Missing Piece
4. Get Up!／YOLO moment
5. <SPECIAL REEL>Step!!